# Sophiaspoortunnel
De Sophiaspoortunnel is een Nederlandse spoortunnel, die onderdeel is van de Betuweroute, de goederenspoorlijn tussen de haven van Rotterdam en Duitsland. De naam is afgeleid van de Sophiapolder, een eilandje in de rivier de Noord, waar de tunnel onderdoor loopt.
De tunnel kruist verder twee rivieren, dertien wegen en vijf sporen. Hij is daarom grotendeels uitgevoerd als boortunnel, en is inclusief toeritten 8115 meter lang. De eigenlijke tunnel ligt hoofdzakelijk in de gemeenten Hendrik-Ido-Ambacht en Molenlanden en is 4240 meter lang. Hij bestaat uit twee enkelspoors tunnels die met een tunnelboor zijn aangelegd. Het diepste punt ligt op -26 meter NAP. De bouw begon in 1999 met de aanleg van een startschacht. Vervolgens werd in mei 2000 begonnen met de eerste tunnelbuis, en in december 2001 met de tweede tunnelbuis. In 2002 was de tunnel klaar.

## Algemeen
De Sophiaspoortunnel maakt deel uit van de Betuweroute, de spoorverbinding voor goederen tussen Rotterdam en Duitsland. De westelijke toegang van de tunnel ligt op het rangeerterrein Kijfhoek in de gemeente Zwijndrecht, de oostelijke toegang is vlak bij Papendrecht. Op het traject gaat de tunnel onder een aantal gemeentes door, zoals Hendrik-Ido-Ambacht, Alblasserdam, Molenlanden en Papendrecht. Naast deze gemeente wordt ook rivier de Noord en de Rietbaan overgestoken. Halverwege gaat de tunnel ook onder de Sophiapolder door, hier ontleent de tunnel haar naam aan.
Met ruim 8 km is de tunnel de langste van de goederenspoorlijn, het hart van de tunnel is een meer dan 4 km lange boortunnel met twee afzonderlijke buizen. De toeritten aan weerszijden van de tunnel verschillen: aan de ene zijde is een open tunnelbak en aan de andere een gesloten tunnelbak.
De daadwerkelijke bouw van de Sophiaspoortunnel is in de tweede helft van 1998 gestart, begin 2000 is een start gemaakt met het boren van de eerste tunnelbuis. Het boorproces begon in de zogenoemde startschacht, die in de voorafgaande periode is gebouwd. Deze was gelegen langs de snelweg, het boorproces startte hier omdat hier relatief weinig bebouwing is. De startschacht was een enorme bouwput van zestig meter lang, dertig meter breed en twintig meter diep, hierin werd de tunnelboormachine opgebouwd. Bij de toegepaste boormethode was het de bedoeling dat het boren niet meer onderbroken werd voor het aanbrengen van de betonnen wandsegmenten. Het voordeel van deze methode is de hogere aanlegsnelheid. Dit concept is niet succesvol gebleken.
Het boren van de eerste buis duurde vijftien maanden, dat is gemiddeld ongeveer 9 meter per dag. De tunnelboormachine verscheen weer bovengronds in de zogenoemde ontvangstschacht met dezelfde afmeting als de startschacht. Nadat de boormachine in de ontvangstschacht arriveerde, is de machine gedemonteerd en op transport gezet. Terug in de beginschacht is de boormachine weer opgebouwd. In december 2001 is gestart met het boren van de tweede tunnelbuis. De tweede tunnelbuis was 9 maanden later gereed, september 2002. In 2007 is de tunnel in gebruik genomen.

## Bouwmethode
De opdracht tot het aanleggen van deze tunnel is verstrekt op basis van Design & Construct. Dit betekent dat zowel het ontwerp als de uitvoering onder de verantwoordelijkheid van de aannemer valt ( Tubecon I vof ). Dit is onder meer gedaan vanwege de gebruikte bouwtechniek. De bouw van de Sophiaspoortunnel is volgens de techniek van het continu-boren aangelegd. Dit concept, waarbij niet meer gestopt hoeft te worden tijdens de ringbouw, is echter geen succes gebleken.

### Technische gegevens
| Tunnelsegmenten     | 40.000 stuks                                |
| Opgegraven grond    | boortunnel 650.000 m3, toeritten 800.000 m3 |
| Gestort beton       | 25.000 m3                                   |
| Prefab beton        | 100.000 m3                                  |
| Lengte boordeel     | 2x 4.240 m                                  |
| Lengte toerit west  | 1.975 m                                     |
| Lengte toerit oost  | 1.900 m                                     |
| Diameter tunnelboor | 9,87 m                                      |
| Bouwtijd            | 1998 – 2003                                 |

## Laagfrequent geluid
In de omgeving van de tunnel vond woningbouw plaats in de wijk De Volgerlanden (gemeente Hendrik-Ido-Ambacht). Deze bouw werd in het voorjaar van 2005 stilgelegd. Gevreesd werd dat Laagfrequent geluid uit de tunnel hinder zou veroorzaken in de toekomstige woningen. Na onderzoek van een expertteam van het ministerie van VROM werd de bouw voortgezet, waarbij een strook van 90 meter nabij de tunnel werd vrijgehouden. Verwacht werd dat de bewoners in woningen op meer dan 90 meter afstand het laagfrequent geluid van de treinen zouden kunnen horen, maar er niet door gehinderd zouden worden.